# Groesbeek

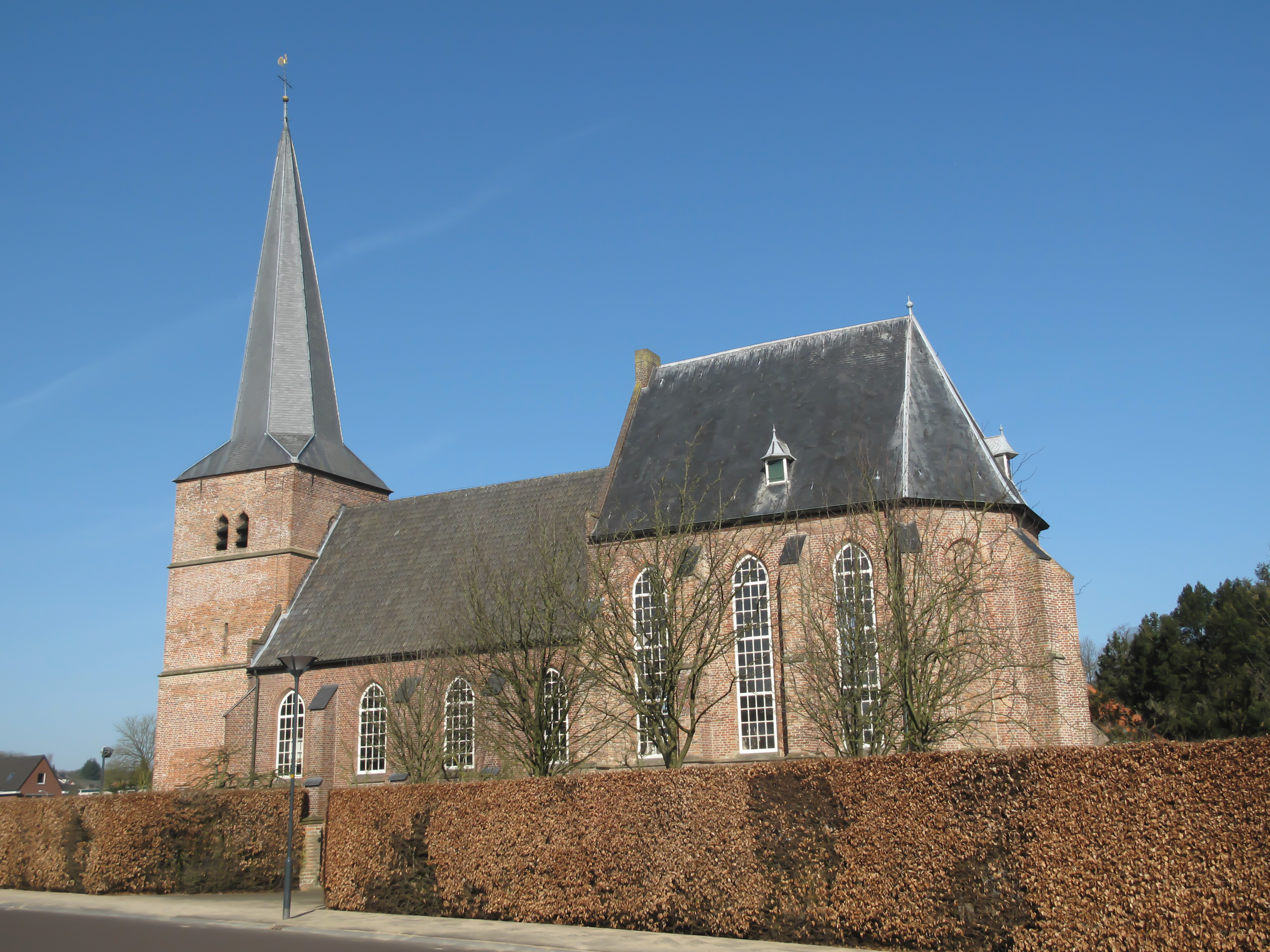
En kyrka i Groesbeek.

Groesbeeks läge

Groesbeek är en historisk kommun i provinsen Gelderland i Nederländerna. Kommunens totala area är 23,75 km² och invånarantalet är på 16 715 invånare (2018).